# Робін Гуд (комікс)
«Робін Гуд. Поцілунок злодія»  — український комікс виданий 21 вересня 2019 року видавництвом Fireclaw. 

## Сюжет
Король Річард Левове Серце бере участь у хрестовому поході на Святу землю, щоб звільнити Єрусалим від мусульман і тиранії Саладіна. Тим часом його названий брат, принц Джон Безземельний доручає шерифу Ноттінгема потурбуватись про Шервудський королівський ліс. Шериф наймає численних поплічників, які спустошують селища, приписуючи "свої подвиги" уявним бандитам. Ситуація у Ноттінгемі стає напруженою і шериф використовує свою владу як стримуючий фактор, намагаючись уникнути справжніх повстань. В'язниця Лентон переповнена, попри це містяни готові дати відсіч. Шляхетний розбійник та захисник знедолених. Шервудський ліс став новим домом для Робіна Гуда, а леді Меріон — першим, таким недосяжним коханням. Історія кохання молодого злодія та прекрасної благородної дами.   